# Massacre de Raboteau
O Massacre de Raboteau foi um incidente ocorrido em 22 de abril de 1994, no qual forças militares e paramilitares atacaram o bairro de Raboteau de Gonaïves, Haiti, cujos cidadãos participavam de manifestações pró-Jean-Bertrand Aristide. Pelo menos 23 moradores foram mortos, embora a maioria dos grupos estimasse que as verdadeiras baixas fossem maiores.
Em 2000, um tribunal haitiano julgou 59 pessoas por supostos papéis no massacre, das quais 37, incluindo o ex-líder do golpe Raoul Cédras, foram julgados à revelia. Dezesseis dos julgados pessoalmente foram condenados, enquanto todos os 37 julgados à revelia foram condenados e sentenciados à prisão perpétua. Em maio de 2005, todas as sentenças do tribunal foram anuladas pela Suprema Corte.

## Massacre
Raboteau é um bairro de favela à beira-mar em Gonaïves, no noroeste do Haiti. Após o golpe de Estado no Haiti em 1991 contra o presidente Jean-Bertrand Aristide, os moradores realizaram manifestações em apoio a Aristide e se opuseram à ditadura militar de fato que o substituiu.
Em 22 de abril de 1994, soldados e forças paramilitares fizeram uma incursão de madrugada no bairro. Eles foram de casa em casa, espancando e prendendo moradores, incluindo crianças e idosos, fazendo alguns deitar em esgotos a céu aberto. As pessoas que corriam foram baleadas. Os soldados também disparavam indiscriminadamente contra os cidadãos que estavam coletando lenha e comandavam barcos a remo para atacar barcos de pesca em alto-mar.
Os militares proibiram as famílias de recolher os corpos dos mortos, impossibilitando uma contagem exata. Jornalistas em Raboteau estimaram que pelo menos trinta pessoas foram mortas, enquanto processos judiciais posteriores declararam que pelo menos seis pessoas foram mortas. Advogados de direitos humanos estimaram que oito a quinze pessoas foram mortas.

## Casos judiciais no Haiti
Em 2000, cinquenta e nove pessoas foram julgadas por seus supostos papéis no massacre, 37 das quais, incluindo o líder do golpe Raoul Cédras, o ex-chefe da Polícia Nacional Michel François e os líderes paramilitares Emmanuel Constant e Louis-Jodel Chamblain, foram julgados à revelia. Os promotores foram auxiliados na preparação do caso por Mario Joseph e Brian Concannon do Bureau des Avocats Internationaux. O julgamento durou 6 semanas e terminou em 9 de novembro de 2000. O júri considerou 16 dos 22 réus detidos culpados de participação no massacre, absolvendo seis. Doze dos culpados foram condenados à prisão perpétua, enquanto os outros quatro receberam sentenças de quatro a nove anos. Os 37 réus que foram julgados à revelia foram todos condenados e condenados à prisão perpétua de trabalhos forçados.
The New York Times descreveu o julgamento como um caso "marco" para o Haiti, "um passo para levar à justiça uma elite de oficiais militares e paramilitares e suas coortes por abusos dos direitos humanos".
Em 2005, um dos dezesseis réus presos havia morrido, enquanto os quinze restantes teriam escapado da prisão, alguns em uma fuga em massa em Gonaives em que uma escavadeira foi conduzida através das paredes de uma prisão Em 3 de maio de 2005, a Suprema Corte revogou as sentenças, decidindo que "o Tribunal Criminal de Gonaïves, tendo sido constituído com o auxílio de um júri, não era competente para julgar o caso". A reversão foi condenada pela Anistia Internacional, que a classificou como "um grande retrocesso".

## Casos judiciais no EUA

### Emmanuel Toto Constant
Emmanuel “Toto” Constant fugiu do Haiti a pé para a República Dominicana, de onde conseguiu voar para os Estados Unidos.
Ele acabou sendo preso pelo Serviço de Imigração e Naturalização dos EUA. Conforme relatado por David Grann, em seu artigo no Atlantic Monthly “Giving 'The Devil' His due...” Constant trabalhou com a CIA, por sua própria admissão e de fontes do governo dos EUA. Em 1996, o secretário de Estado Warren Christopher apresentou uma declaração ao tribunal de imigração, defendendo a deportação de Constant. O secretário Christopher observou as extensas e credíveis acusações de violações dos direitos humanos por Constant, e raciocinou que uma falha em deportar Constant daria a impressão de que o governo dos EUA apoiava as atividades de Constant. O juiz concordou e emitiu uma ordem de deportação, mas não foi executada. Seguindo a ordem, Constant entrou com uma ação contra Janet Reno alegando que a CIA havia "colaborado" com ele. Constant acabou sendo libertado da custódia dos EUA com uma ordem de mordaça.
Em 2006, Constant foi condenado por um tribunal estadual de Nova York a pagar US$ 19 milhões em danos civis a três mulheres que foram estupradas e torturadas pela Frente para o Avanço e Progresso do Haiti. O caso foi trazido pelo Center for Justice & Accountability e Center for Constitutional Rights.

### Carl Dorelien
Carl Dorelien, foi coronel das forças armadas haitianas durante o golpe de 1991-1994, encarregado da disciplina e assuntos pessoais. Após a restauração da democracia no Haiti, Dorelien fugiu para os Estados Unidos. Em 2003, ele foi deportado para o Haiti por causa de seu histórico de direitos humanos e foi preso por sua condenação à revelia. Ele optou por não exercer seu direito a um novo julgamento. Um ano após seu retorno, o presidente Aristide foi novamente deposto por um golpe em 2004 e Dorelien escapou da prisão. Ele não foi devolvido à prisão em maio de 2008.
O Center for Justice and Accountability entrou com uma ação contra Dorelien pouco antes de sua deportação. A ação foi movida sob o Alien Tort Statute pedindo indenização civil pela morte do marido da demandante Marie Jean, que foi morto no Massacre de Raboteau, e pela detenção arbitrária e tortura do líder trabalhista Lexiuste Cajuste. Em 23 de fevereiro de 2007, Dorelien foi considerado civilmente responsável no Tribunal Federal dos EUA por tortura e morte extrajudicial. Ele foi condenado a pagar US $ 4,3 milhões em danos civis.
Em 1997, Dorelien ganhou US$ 3 milhões na Loteria da Flórida. Seus ganhos foram guarnecidos e colocados em custódia. Em agosto de 2006, no movimento de C.J.A., o tribunal estadual da Flórida decidiu que a sentença civil haitiana contra Dorelien era executória nos EUA.
Os bens apreendidos do coronel Dorelien foram distribuídos às vítimas de Raboteau em 16 de maio de 2008.